# Nemesia chrysolopha
Nemesia chrysolopha är en flenörtsväxtart som beskrevs av Friedrich Ludwig Diels. Nemesia chrysolopha ingår i släktet nemesior, och familjen flenörtsväxter. Inga underarter finns listade i Catalogue of Life.